# アンドリュー・クビシェフスキー
アンドリュー・クビシェフスキー（Andrew "Andy" Kubiszewski、1961年9月30日生まれ）は、アメリカの音楽家、作曲家、作詞家、リミキサー、音楽プロデューサーである。

## 来歴
エキゾチック・バードとスタッビング・ウエストワードの一員として活動した後も他のいくつかのバンドに参加し、テレビ番組や映画の劇伴を作曲している。
エド・ブラーとの共作で、t.A.T.u.の2枚目のアルバム『デンジャラス・アンド・ムーヴィング』（2005年）に収録された「ラブズ・ミー・ノット」と、3枚目のアルバム『ウェイスト・マネジメント』（2009年）に収録され、映画『ユー・アンド・アイ』の作品名にもなった「ユー・アンド・アイ」（You and I）を提供した。

## 受賞
- 2011年放送音楽協会映画テレビ賞（英語版） - 「ザ・コロニー（英語版）」と「ストレージ・ウォーズ～倉庫まるごと買取ります!～（英語版）」で放送音楽協会ケーブル・テレビ音楽賞を受賞[1]
- 2015年放送音楽協会映画テレビ賞 - 「ブランディ＆ジャロッド：メリード・トゥー・ザ・ジョブ（英語版）」で放送音楽協会ケーブル・テレビ音楽賞を受賞[2]